# Valèga
Valèga (francès Vallègue) és un municipi francès situat al departament de l'Alta Garona i a la regió d'Occitània.